# Brian Gordon
Brian Ernest Gordon (né le 16 août 1978 à West Point, New York, États-Unis) est un ancien lanceur droitier de baseball.
Il joue dans la Ligue majeure de baseball en 2008 et 2011 et dans l'Organisation coréenne de baseball en 2011.

## Carrière
Brian Gordon est drafté au 7e tour de sélection en 1997 par les Diamondbacks de l'Arizona. Il en est à sa 12e année dans les  ligues mineures lorsqu'il joue sa première partie dans la Ligue majeure. Après avoir évolué 7 ans pour des équipes mineures affiliées aux Diamondbacks (1997-2003), il passe par des clubs-école des Angels d'Anaheim (2004-2005), des Astros de Houston (2006-2008) et des Rangers du Texas (2008) avant de faire ses débuts au plus haut niveau avec ces derniers le 17 septembre 2008. Gordon lance dans trois parties avec ces derniers en fin de saison 2008, ne donnant qu'un point mérité en quatre manches pour une moyenne de points mérités de 2,25.
Devenu agent libre après une saison 2009 passée entièrement en Triple-A avec les RedHawks d'Oklahoma City, club-école des Rangers du Texas, Gordon rejoint la franchise des Phillies de Philadelphie, pour qui il joue un peu moins de deux ans en ligues mineures. Libéré de son contrat en juin 2011, il signe avec les Yankees de New York dont il endosse l'uniforme pour deux parties durant le même mois. Sa seconde sortie comme lanceur de relève se solde par sa première décision dans le baseball majeur : une défaite aux mains des Reds de Cincinnati.
Gordon quitte les Yankees en juillet 2011 pour tenter sa chance en Corée du Sud dans l'Organisation coréenne de baseball avec les SK Wyverns.